# 東みよし町立絵堂小学校
東みよし町立絵堂小学校（ひがしみよしちょうりつ えどうしょうがっこう）は、徳島県三好郡東みよし町西庄字絵堂にあった公立小学校。

## 沿革
- 1901年7月 - 絵堂尋常小学校として創立[1]。
- 1941年 - 絵堂国民学校へ改称[1]。
- 1946年 - 三庄村立絵堂小学校へ改称。
- 1959年 - 町村合併のため三加茂町立絵堂小学校へ改称。
- 2006年 - 町村合併のため東みよし町立絵堂小学校へ改称。
- 1998年 - 創立100年事業。（記念壁画の設置）[1]
- 2001年7月6日 - 創立100周年を迎える[2]。
- 2011年
  - 3月19日 - 休校式の挙行[1]。
  - 3月31日 - 休校となり、在校生は東みよし町立三庄小学校へ通学となる[1]。

## 校歌
- 作詞・作曲: 三木絹雄[3]

## 進学先中学校
- 東みよし町立三加茂中学校

## 交通
- JR四国 徳島線三加茂駅より約5.3km